# هو ژانگمینگ
هو ژانگمینگ (انگلیسی: Hu Zhongming؛ زادهٔ ۱۹۶۴) دریابد نیروی دریایی ارتش آزادی‌بخش خلق چین است، که از دسامبر ۲۰۲۳ به‌عنوان دهمین فرمانده نیروی دریایی ارتش آزادی‌بخش خلق فعالیت می‌کند.
ژانگمینگ فعالیت نظامی را از سال ۱۹۷۹ در نیروی دریایی چین آغاز کرد، از ۲۰۱۹ تا ۲۰۲۰ فرماندهی ناوگان دریای شمال را برعهده داشت و از ۲۰۲۱ تا ۲۰۲۳ رئیس ستاد نیروی دریایی ارتش آزادی‌بخش خلق بود.